# Grecs homèrics
En els poemes homèrics, els grecs són anomenats amb diversos gentilicis. El més emprat de tots és aqueus (grec antic: Ἀχαιοί, Akhaiói), seguit de dànaus (grec antic: Δαναοί, Danaói) i d'argius (grec antic: Ἀργεῖοι, Argéioi). Aquest fet contrasta amb la situació en època arcaica i posteriors, en què els grecs s'anomenaven hel·lens (grec antic: Ἕλληνες, Héllênes) i els aqueus no eren més que els pobladors d'Acaia, una de les regions del Peloponnès. En canvi, el gentilici hel·lens només apareix dues vegades a la Ilíada i fent referència no pas al conjunt de grecs, sinó només a una tribu concreta.

El món micènic

Per la seva banda, la historiografia moderna anomena micènics els aqueus d'Homer: el poble de llengua grega que va viure a la mar Egea entre el 1600 aC i la caiguda dels palaus a partir del 1200 aC.

## Ús homèric

Mapa de la Grècia homèrica

A la Ilíada, Homer utilitza el gentilici aqueus 598 vegades, argius 182 i dànaus 138.

### Etimologia
Pel que fa al gentilici Ἀχαιοί (anterior Ἀχαιϝοί, Akhaiwói) 'aqueus', no hi ha consens si és un mot de substrat prehel·lènic i, per tant, els hitites el manllevaren dels grecs; o si es tracta d'un mot hitita i manllevat pels grecs. Pel que fa a dànaus, també és incert, per bé que sembla prehel·lènic, mentre que argius és simplement el gentilici d'Argos, una de les ciutats més importants del món micènic.

## Relat mític grec
Els mateixos grecs tenien mites entorn de la ventura dels aqueus o grecs homèrics, els seus avantpassats immediats. Pausànies (segle ii) explica que, originàriament, els aqueus eren els grecs de l'Argòlida i Lacònia; segons Heròdot, els aqueus de l'Acaia clàssica eren els descendents dels aqueus homèrics. Segons aquest relat, els doris feren fora els aqueus homèrics després de la Guerra de Troia durant el famós retorn dels heraclides, versió antiga del que modernament la historiografia ha batiat com a invasió dòrica.
No hi ha consens entre els historiadors moderns en la interpretació d'aquest relat mític. Alguns pensen que els aqueus homèrics són els mateixos que els doris de la invasió, i que els foragitats serien un poble pre-hel·lènic. D'altres donen credibilitat al rerefons del relat grec: que els doris desplaçaren un altre poble grec, els aqueus homèrics.

### Les genealogies
Els grecs representaven les divisions culturals que percebien entre ells mateixos en forma de relat mític: cada grup o poble formava branques genealògiques descendents d'un ancestre epònim. Cada grup hel·lènic tenia un avantpassat epònim: així, els aqueus ho eren en tant que descendents d'Aqueu (fill de Xutos), i els dànaus ho eren en tant que descendents de Dànau. L'heroi epònim dels hel·lens era Hel·len, pare d'Èol (epònim dels eolis), Doros (epònim dels doris) i Xutos, al seu torn pare d'aqueu i de Ió, epònim dels jonis. De tota manera, segurament el mite d'Hel·len i els seus fills és força recent i no és anterior a l'ús del gentilici aqueu referit a tots els grecs.
El component exogen en aquestes genealogies era important, i així Dànau era libi i Cadme era fenici. Tots dos, però, provenien d'una branca genealògica autòctona d'Argos, en tant que eren descendents d'Ínac, el déu epònim del riu homònim de l'Argòlida.

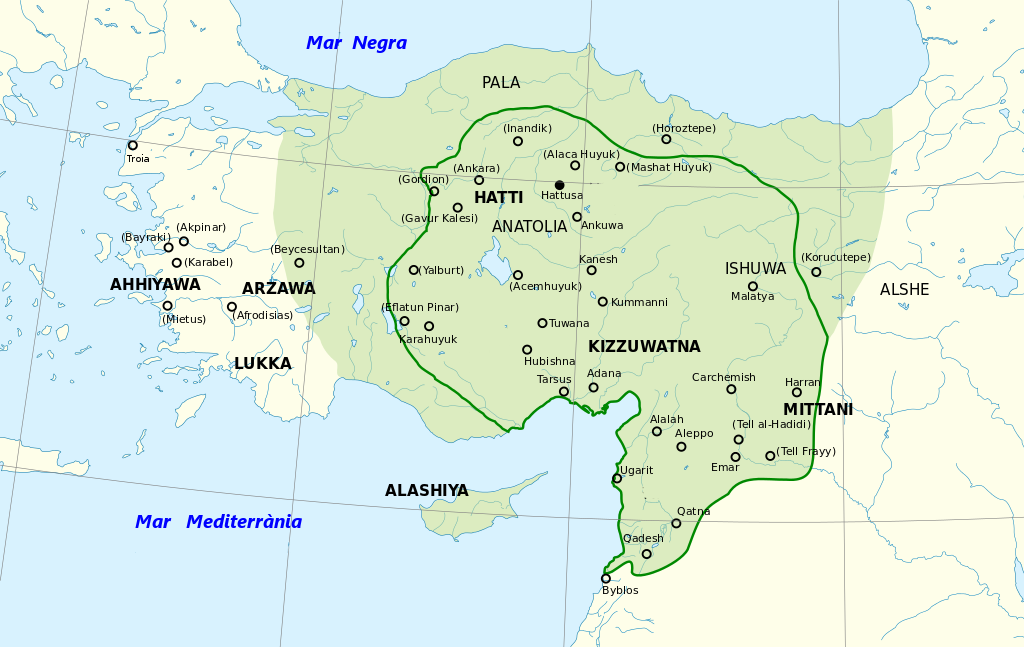
L'Imperi Hitita

## Fonts hitites

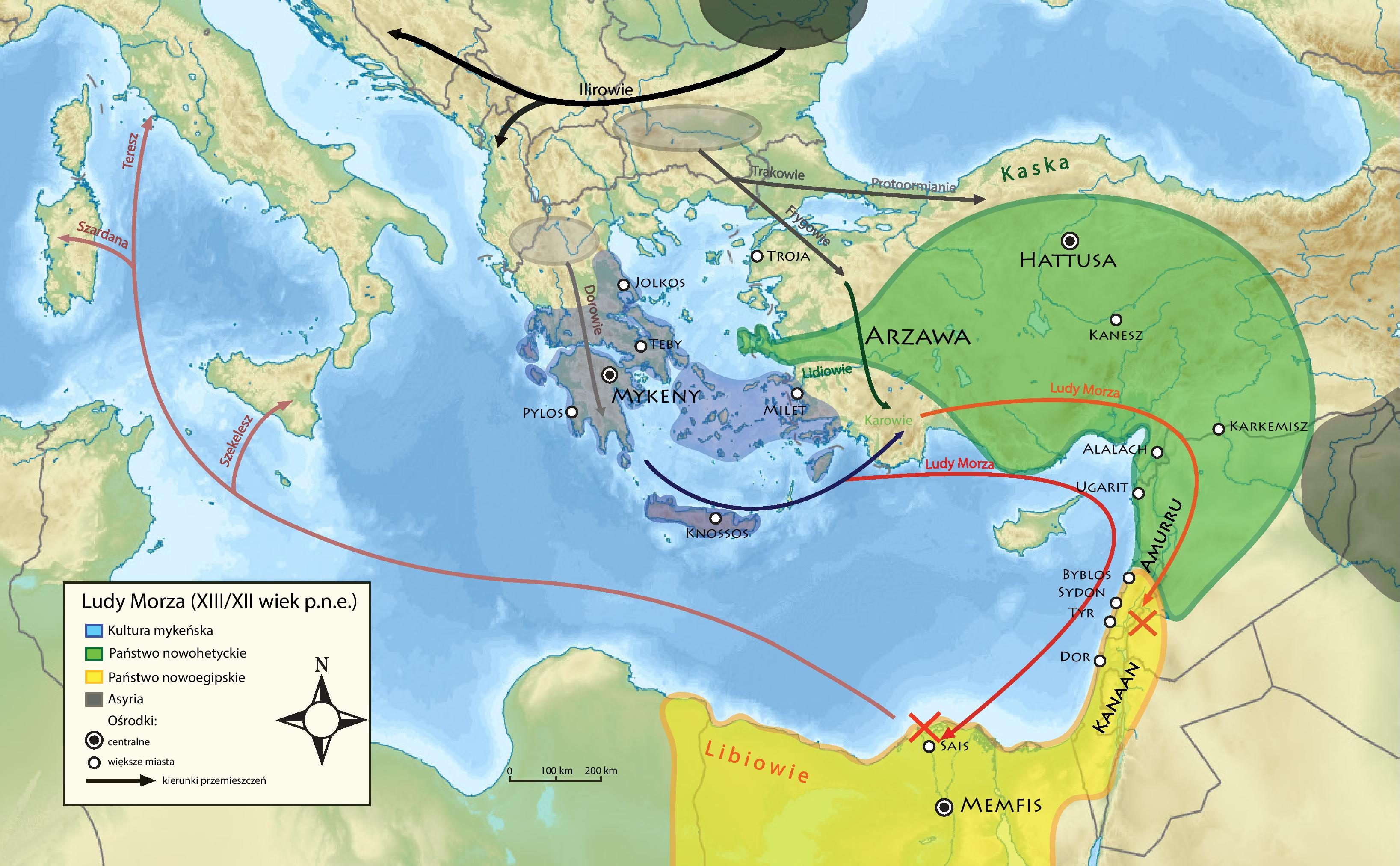
Possibles moviments dels pobles de la Mar